# Kup Krešimira Ćosića 2007./08.
Kup Krešimira Ćosića 2007./08. je bilo sedamnaesto izdanje ovog natjecanja kojeg je prvi put u povijesti osvojio Zagreb Crobenz.

## Rezultati

### 1. krug
Igrano 14. i 15. prosinca 2007.
| klub1                    | rezultat | klub2                      |
| ------------------------ | -------- | -------------------------- |
| Kaštela (Kaštel Sućurac) | 89:66    | Osijek 2006                |
| Vrijednosnice OS Darda   | 101:97   | Kvarner Novi Resort Rijeka |
| Dubrovnik                | 93:89    | Zabok                      |
| Alkar Sinj               | 58:85    | Borik Puntamika Zadar      |

### 2. krug
Igrano 21. i 22. prosinca 2007.
| klub1                           | rezultat | klub2                 |
| ------------------------------- | -------- | --------------------- |
| Kaštela (Kaštel Sućurac)        | 83:84    | Šibenik               |
| Vrijednosnice OS Darda          | 73:78    | Dubrava Zagreb        |
| Cedevita Zagreb                 | 80:79    | Borik Puntamika Zadar |
| Svjetlost Brod (Slavonski Brod) | 103:72   | Dubrovnik             |

### Četvrtzavršnica
Igrano 29. prosinca 2007, te 14., 16. i 29. siječnja 2008.
| klub1                    | rezultat | klub2                           |
| ------------------------ | -------- | ------------------------------- |
| Zadar                    | 93:79    | Šibenik                         |
| Split Croatia osiguranje | 83:64    | Svjetlost Brod (Slavonski Brod) |
| Cedevita Zagreb          | 84:89    | Cibona Zagreb                   |
| Zagreb Crobenz           | 75:67    | Dubrava Zagreb                  |

### Final Four
Igrano 9. i 10. veljače 2008. u Zagrebu u ŠD Trnsko.
| klub1                    | rezultat      | klub2         |
| poluzavršnica            | poluzavršnica | poluzavršnica |
| ------------------------ | ------------- | ------------- |
| Zagreb Crobenz           | 100:96        | Zadar         |
| Split Croatia osiguranje | 83:87         | Cibona Zagreb |
|                          |               |               |
| završnica                |               |               |
| Zagreb Crobenz           | 75:73         | Cibona Zagreb |

## Poveznice i izvori
- A-1 liga 2007./08.
- A-2 liga 2007./08.
- Kup Krešimira Ćosića 2007./08., sportnet.hr  Arhivirana inačica izvorne stranice od 21. veljače 2021. (Wayback Machine)
- kosarka.org, statistički centar  Arhivirana inačica izvorne stranice od 22. rujna 2013. (Wayback Machine)